# Danh sách loài trong chi Tipula
Dưới đây là danh sách các loài trong chi Tipula.
- Phân chi Acutipula Alexander, 1924
  - T. acanthophora Alexander, 1934
  - T. aktashi Koc, Hasbenli & de Jong, 1998
  - T. alboplagiata Alexander, 1935
  - T. alphaspis Speiser, 1909
  - T. amissa Alexander, 1960
  - T. amymona Alexander, 1951
  - T. amytis Alexander, 1933
  - T. angolana Alexander, 1963
  - T. anormalipennis Pierre, 1924
  - T. apicidenticulata Yang & Yang, 1995
  - T. atuntzuensis Edwards, 1928
  - T. aureola Mannheims, 1952
  - T. auspicis Alexander, 1950
  - T. bakundu de Jong, 1984
  - T. balcanica Vermoolen, 1983
  - T. bamileke de Jong, 1984
  - T. bantu Alexander, 1956
  - T. bartletti Alexander, 1920
  - T. basispinosa Alexander, 1970
  - T. bicompressa Alexander, 1950
  - T. bihastata Alexander, 1941
  - T. bioculata Alexander, 1960
  - T. bipenicillata Alexander, 1924
  - T. biramosa Alexander, 1933
  - T. bistripunctata (Speiser, 1909)
  - T. bistyligera Alexander, 1935
  - T. bosnica Strobl, 1898
  - T. brunnirostris Edwards, 1928
  - T. bubiana de Jong, 1984
  - T. bubo Alexander, 1918
  - T. buboda Yang & Yang, 1992
  - T. bulbifera Alexander, 1953
  - T. calcar (Alexander, 1958)
  - T. camerounensis Alexander, 1921
  - T. captiosa Alexander, 1936
  - T. centroproducta Alexander, 1972
  - T. chaniae Alexander, 1956
  - T. cinnamomea Riedel, 1914
  - T. citae Oosterbroek & Vermoolen, 1990
  - T. cockerelliana Alexander, 1925
  - T. coeana Alexander, 1966
  - T. corsica Pierre, 1921
  - T. cranicornuta Yang & Yang, 1992
  - T. cretensis Vermoolen, 1983
  - T. cypriensis Vermoolen, 1983
  - T. dahomiensis Alexander, 1920
  - T. desidiosa Alexander, 1933
  - T. deva Alexander, 1952
  - T. dichroa Bezzi, 1906
  - T. dicladura Alexander, 1934
  - T. diclava Alexander, 1922
  - T. doriae Pierre, 1926
  - T. echo Alexander, 1961
  - T. ellenbergeri Alexander, 1920
  - T. ellioti Alexander, 1920
  - T. epicaste Alexander, 1952
  - T. epularis Alexander, 1953
  - T. forticauda Alexander, 1936
  - T. fulani Alexander, 1975
  - T. fulvipennis De Geer, 1776
  - T. fumicosta Brunetti, 1918
  - T. fumivena (Alexander, 1958)
  - T. furvimarginata Yang & Yang, 1992
  - T. gaboonensis Alexander, 1920
  - T. gansuensis Yang & Yang, 1995
  - T. gemma Alexander, 1953
  - T. globicauda Alexander, 1960
  - T. gola Alexander, 1958
  - T. grahamiana Alexander, 1964
  - T. graphiptera Alexander, 1933
  - T. guizhouensis Yang, Gao & Young, 2006
  - T. hardeana Alexander, 1978
  - T. hemmingseniana Alexander, 1961
  - T. hokusaii de Jong, 1984
  - T. hova Alexander, 1920
  - T. hubeiana Yang & Yang, 1992
  - T. incorrupta Alexander, 1933
  - T. indra Alexander, 1961
  - T. intacta Alexander, 1933
  - T. interrupta Brunetti, 1911
  - T. irrequieta Alexander, 1936
  - T. ismene Mannheims, 1969
  - T. isparta Vermoolen, 1983
  - T. iyala Alexander, 1974
  - T. jacobsoni Edwards, 1919
  - T. jocosa Alexander, 1917
  - T. kenia Alexander, 1920
  - T. kinangopensis (Riedel, 1914)
  - T. kumpa Alexander, 1961
  - T. kuzuensis Alexander, 1918
  - T. lambertoniana Alexander, 1955
  - T. langi Alexander, 1920
  - T. latifasciata Alexander, 1933
  - T. latifurca Vermoolen, 1983
  - T. leonensis Alexander, 1920
  - T. leptoneura Alexander, 1922
  - T. levicula Alexander, 1972
  - T. lhabu Alexander, 1970
  - T. libanica Vermoolen, 1983
  - T. lieftinckiana Alexander, 1944
  - T. linneana Alexander, 1966
  - T. longispina Yang, Gao & Young, 2006
  - T. loveridgei Alexander, 1972
  - T. luctuosa Mannheims, 1964
  - T. luna Westhoff, 1879
  - T. luteinotalis Alexander, 1941
  - T. macra Savchenko, 1961
  - T. mannheimsiana Alexander, 1953
  - T. masai Alexander, 1920
  - T. maxima Poda, 1761
  - T. medivittata Yang & Yang, 1995
  - T. megaleuca Alexander, 1933
  - T. melampodia Alexander, 1935
  - T. meliuscula Alexander, 1920
  - T. milanjensis Alexander, 1920
  - T. milanjii Alexander, 1920
  - T. mogul Alexander, 1970
  - T. mungo de Jong, 1984
  - T. natalia Alexander, 1956
  - T. neavei Alexander, 1920
  - T. nevada Dufour, 1990
  - T. niethammeri Mannheims, 1969
  - T. nigroantennata Savchenko, 1961
  - T. nyasae Alexander, 1920
  - T. obex Alexander, 1960
  - T. obtusiloba Alexander, 1934
  - T. octoplagiata Alexander, 1951
  - T. omeiensis Alexander, 1934
  - T. oncerodes Alexander, 1933
  - T. oryx Alexander, 1921
  - T. paria Speiser, 1909
  - T. persegnis Alexander, 1945
  - T. pertinax Alexander, 1936
  - T. phaeocera Alexander, 1958
  - T. phaeoleuca Alexander, 1940
  - T. platycantha Alexander, 1934
  - T. pomposa Bergroth, 1888
  - T. princeps Brunetti, 1912
  - T. pseudacanthophora Yang & Yang, 1993
  - T. pseudocockerelliana Yang & Yang, 1995
  - T. pseudofulvipennis de Meijere, 1919
  - T. punctoargentea Alexander, 1960
  - T. quadrifulva Edwards, 1921
  - T. quadrinotata Brunetti, 1912
  - T. radha Alexander, 1952
  - T. receptor Alexander, 1941
  - T. repanda Loew, 1864
  - T. repentina Mannheims, 1952
  - T. rifensis Theowald & Oosterbroek, 1980
  - T. robusta Brunetti, 1911
  - T. ruwenzori Alexander, 1920
  - T. saitamae Alexander, 1920
  - T. schizostyla Alexander, 1956
  - T. schmidti Mannheims, 1952
  - T. schulteni Theowald, 1983
  - T. sichuanensis Yang & Yang, 1991
  - T. sicula Alexander, 1961
  - T. silinda Alexander, 1920
  - T. sinarctica Yang & Yang, 1993
  - T. sircari Alexander, 1953
  - T. sjostedti Alexander, 1924
  - T. sogana Alexander, 1965
  - T. stenacantha Alexander, 1937
  - T. stenoterga Alexander, 1941
  - T. subintacta Alexander, 1936
  - T. subturbida Alexander, 1933
  - T. subvernalis Alexander, 1927
  - T. takahashii Alexander, 1971
  - T. tananarivia Alexander, 1960
  - T. tenuicornis Schummel, 1833
  - T. tigon Alexander, 1976
  - T. tokionis Alexander, 1920
  - T. transcaucasica Savchenko, 1961
  - T. triangulifera Loew, 1864
  - T. triplaca Alexander, 1961
  - T. triscopula Alexander, 1970
  - T. turbida Alexander, 1924
  - T. uluguruensis Alexander, 1962
  - T. umbrinoides Alexander, 1915
  - T. urundiana Alexander, 1955
  - T. vadoni Alexander, 1955
  - T. vana Alexander, 1934
  - T. vanewrighti Oosterbroek, 1986
  - T. vanstraeleni Alexander, 1956
  - T. velutina Walker, 1848
  - T. victoria Alexander, 1920
  - T. vittata Meigen, 1804
  - T. yoruba Alexander, 1976
  - T. yunnanica Edwards, 1928
  - T. zambeziensis Alexander, 1917
  - T. zhaojuensis Yang & Yang, 1991
  - T. zuluensis Alexander, 1956
- Phân chi Afrotipula Alexander, 1955
  - T. aethiopica Alexander, 1972
  - T. brachycera Riedel, 1914
  - T. infracta Alexander, 1955
- Phân chi Arctotipula Alexander, 1934
  - T. aleutica Alexander, 1923
  - T. bakeriana Alexander, 1954
  - T. besselsi Osten Sacken, 1877
  - T. besselsoides Alexander, 1919
  - T. caliginosa Savchenko, 1961
  - T. centrodentata Alexander, 1953
  - T. conjuncta Alexander, 1925
  - T. crassispina Savchenko, 1978
  - T. denali Alexander, 1969
  - T. dickinsoni Alexander, 1932
  - T. excelsa Savchenko, 1961
  - T. gavronskii Alexander, 1934
  - T. hirticula Alexander, 1953
  - T. hirtitergata Alexander, 1934
  - T. hovsgolensis Gelhaus, Podenas & Brodo, 2000
  - T. kincaidi Alexander, 1949
  - T. laterodentata Alexander, 1950
  - T. loganensis Alexander, 1946
  - T. mckinleyana Alexander, 1969
  - T. miyadii Alexander, 1935
  - T. namhaidorji Gelhaus, Podenas & Brodo, 2000
  - T. oklandi Alexander, 1922
  - T. piliceps Alexander, 1915
  - T. plutonis Alexander, 1919
  - T. pudibunda Savchenko, 1961
  - T. quadriloba Savchenko, 1967
  - T. rubicunda Savchenko, 1961
  - T. sacra Alexander, 1946
  - T. salicetorum Siebke, 1870
  - T. semidea Alexander, 1944
  - T. smithae Alexander, 1968
  - T. suttoni Alexander, 1934
  - T. tribulator Alexander, 1956
  - T. twogwoteeana Alexander, 1945
  - T. williamsiana Alexander, 1940
- Phân chi Bellardina Edwards, 1931
  - T. albimacula Doane, 1912
  - T. craverii Bellardi, 1859
  - T. cydippe Alexander, 1947
  - T. edwardsi Bellardi, 1859
  - T. flinti Alexander, 1970
  - T. fuscolimbata Alexander, 1981
  - T. larga Alexander, 1946
  - T. obliquefasciata Macquart, 1846
  - T. parrai Alexander, 1940
  - T. praelauta Alexander, 1949
  - T. pura Alexander, 1941
  - T. rupicola Doane, 1912
  - T. schizomera Alexander, 1940
  - T. theobromina Edwards, 1920
  - T. wetmoreana Alexander, 1947
- Phân chi Beringotipula Savchenko, 1961
  - T. afflicta Dietz, 1915
  - T. appendiculata Loew, 1863
  - T. athabasca Alexander, 1927
  - T. borealis Walker, 1848
  - T. charpalex Byers & Arnaud, 2001
  - T. clathrata Dietz, 1914
  - T. coloradensis Doane, 1911
  - T. comstockiana Alexander, 1947
  - T. donaldi Alexander, 1965
  - T. dorothea Alexander, 1954
  - T. fallax Loew, 1863
  - T. helderbergensis Alexander, 1918
  - T. inclusa Dietz, 1921
  - T. ingrata Dietz, 1914
  - T. inyoensis Alexander, 1946
  - T. latipennis Loew, 1864
  - T. madera Doane, 1911
  - T. monoana Alexander, 1965
  - T. newcomeri Doane, 1911
  - T. paiuta Alexander, 1948
  - T. resurgens Walker, 1848
  - T. rohweri Doane, 1911
  - T. subunca Pilipenko, 1998
  - T. unca Wiedemann, 1817
  - T. yellowstonensis Alexander, 1946
- Phân chi Dendrotipula Savchenko, 1964
  - T. curvicauda Alexander, 1923
  - T. dichroistigma Alexander, 1920
  - T. flavolineata Meigen, 1804
  - T. fortistyla Alexander, 1934
  - T. hoi Alexander, 1936
  - T. isshikii Alexander, 1921
  - T. nigrosignata Alexander, 1924
  - T. westwoodiana Alexander, 1924
- Phân chi Emodotipula Alexander, 1966
  - T. breviscapha Alexander, 1953
  - T. fabriciana Alexander, 1966
  - T. goetghebuerana Alexander, 1970
  - T. gomina Dufour, 2003
  - T. hemmingseni Alexander, 1968
  - T. hintoniana Alexander, 1968
  - T. holoteles Alexander, 1924
  - T. leo Dufour, 1991
  - T. marmoratipennis Brunetti, 1912
  - T. multibarbata Alexander, 1935
  - T. multisetosa Alexander, 1935
  - T. naviculifer Alexander, 1920
  - T. obscuriventris Strobl, 1900
  - T. saginata Bergroth, 1891
  - T. shogun Alexander, 1921
  - T. stylostena Alexander, 1961
  - T. submarmoratipennis Alexander, 1936
  - T. tenuiloba Alexander, 1971
  - T. vaillantiana Alexander, 1964
- Phân chi Eremotipula Alexander, 1965
  - T. anasazi Gelhaus, 2005
  - T. artemisiae Gelhaus, 2005
  - T. baumanni Gelhaus, 2005
  - T. biproducta Alexander, 1947
  - T. byersi Gelhaus, 2005
  - T. dimidiata Dietz, 1921
  - T. disspina Gelhaus, 2005
  - T. diversa Dietz, 1921
  - T. elverae Gelhaus, 2005
  - T. eurystyla Alexander, 1969
  - T. evalynae Gelhaus, 2005
  - T. helferi Alexander, 1965
  - T. impudica Doane, 1901
  - T. incisa Doane, 1901
  - T. jicarilla Gelhaus, 2005
  - T. kaibabensis Alexander, 1946
  - T. kirkwoodi Alexander, 1961
  - T. larreae Gelhaus, 2005
  - T. leiocantha Alexander, 1959
  - T. lyrifera Dietz, 1921
  - T. macracantha Alexander, 1946
  - T. maderensis Gelhaus, 2005
  - T. madina Dietz, 1921
  - T. melanderiana Alexander, 1965
  - T. middlekauffi Alexander, 1965
  - T. mitrata Dietz, 1921
  - T. pellucida Doane, 1912
  - T. rogersi Gelhaus, 2005
  - T. sackeni Gelhaus, 2005
  - T. schusteri Alexander, 1965
  - T. sinistra Dietz, 1921
  - T. spaldingi Dietz, 1921
  - T. spinerecta Alexander, 1947
  - T. spinosa Gelhaus, 2005
  - T. utahicola Alexander, 1948
  - T. woodi Alexander, 1948
- Phân chi Eumicrotipula Alexander, 1923
  - T. abortiva Alexander, 1914
  - T. absona Alexander, 1937
  - T. accipitrina Alexander, 1946
  - T. accumulatrix Alexander, 1951
  - T. acroleuca Alexander, 1978
  - T. aedon Alexander, 1947
  - T. aglossa Alexander, 1962
  - T. agrippina Alexander, 1946
  - T. albifasciata Macquart, 1838
  - T. amblythrix Alexander, 1967
  - T. amphion Alexander, 1952
  - T. andalgala Alexander, 1919
  - T. andina Brethes, 1909
  - T. andromache Alexander, 1950
  - T. angolensis Alexander, 1944
  - T. antarctica Alexander, 1920
  - T. anthonympha Alexander, 1928
  - T. apterogyne Philippi, 1866
  - T. araguensis Alexander, 1950
  - T. araucania Alexander, 1929
  - T. arecuna Alexander, 1931
  - T. arenae Alexander, 1981
  - T. armillata Alexander, 1916
  - T. asaroton Alexander, 1962
  - T. asteria Alexander, 1951
  - T. atacama Alexander, 1912
  - T. atameles Alexander, 1966
  - T. atroscapa Alexander, 1949
  - T. atrovelutina (Alexander, 1928)
  - T. auricomata Alexander, 1942
  - T. austroandina Alexander, 1929
  - T. azteca Alexander, 1925
  - T. backstromi Alexander, 1920
  - T. balloui Alexander, 1938
  - T. barretoi Alexander, 1923
  - T. bathromeces Alexander, 1962
  - T. belemensis Alexander, 1971
  - T. biacerva Alexander, 1971
  - T. bigotiana Alexander, 1920
  - T. bogotana Alexander, 1938
  - T. brethesiana Alexander, 1929
  - T. brevicoma Alexander, 1944
  - T. browniana Alexander, 1940
  - T. bruchi Alexander, 1920
  - T. callisto Alexander, 1944
  - T. callithrix Alexander, 1944
  - T. campa Alexander, 1914
  - T. capucina Alexander, 1947
  - T. carizona Alexander, 1913
  - T. chacopata Alexander, 1944
  - T. chanchanensis Alexander, 1969
  - T. charmosyne Alexander, 1967
  - T. chicana Alexander, 1945
  - T. chilensis Alexander, 1920
  - T. chillanica Alexander, 1945
  - T. chilota Alexander, 1929
  - T. chiricahuensis Alexander, 1946
  - T. clarkiana Alexander, 1929
  - T. clavaria Alexander, 1946
  - T. coloptera Alexander, 1981
  - T. consonata Alexander, 1940
  - T. conspicillata Alexander, 1945
  - T. coronaria Alexander, 1940
  - T. crepera Alexander, 1952
  - T. cristata Alexander, 1945
  - T. crossospila Alexander, 1929
  - T. curinao Alexander, 1914
  - T. cyclomera Alexander, 1951
  - T. darlingtoniana Alexander, 1939
  - T. delectata Alexander, 1940
  - T. diardis Alexander, 1969
  - T. dictyophora Alexander, 1962
  - T. dimorpha Alexander, 1929
  - T. diodonta Alexander, 1969
  - T. duidae Alexander, 1931
  - T. duseni Alexander, 1920
  - T. efficax Alexander, 1945
  - T. emerita Alexander, 1944
  - T. enderleinana Alexander, 1929
  - T. estella Alexander, 1970
  - T. euprepia Alexander, 1979
  - T. exilis Alexander, 1916
  - T. expleta Alexander, 1962
  - T. fatidica Alexander, 1940
  - T. fazi Alexander, 1928
  - T. flavidula Alexander, 1940
  - T. flavoannulata Jacobs, 1900
  - T. flavopedicellaris Alexander, 1979
  - T. foersteriana Alexander, 1967
  - T. forsteri Alexander, 1962
  - T. fortior Alexander, 1951
  - T. fraudulenta Alexander, 1928
  - T. fuegiensis Alexander, 1920
  - T. glaphyroptera Philippi, 1866
  - T. glossophora Alexander, 1962
  - T. graphica Schiner, 1868
  - T. guarani Alexander, 1914
  - T. hadrotrichia Alexander, 1979
  - T. hedymopa Alexander, 1944
  - T. hostifica Alexander, 1937
  - T. huanca Alexander, 1945
  - T. hylonympha Alexander, 1929
  - T. iguazuensis (Alexander, 1928)
  - T. immerens Alexander, 1944
  - T. immorsa Alexander, 1945
  - T. inaequiarmata Alexander, 1962
  - T. inaequidens Alexander, 1946
  - T. inca Alexander, 1912
  - T. incondita Alexander, 1951
  - T. infidelis Alexander, 1951
  - T. infinita Alexander, 1945
  - T. innubens Alexander, 1942
  - T. invigilans Alexander, 1951
  - T. itatiayensis Alexander, 1944
  - T. jacobsiana Alexander, 1929
  - T. jaennickeana Alexander, 1929
  - T. jivaro Alexander, 1916
  - T. jubilans Alexander, 1940
  - T. juventa Alexander, 1937
  - T. kathema Alexander, 1966
  - T. kuehlhorni Alexander, 1962
  - T. kuscheli Alexander, 1967
  - T. lanigera Alexander, 1928
  - T. laterosetosa Alexander, 1931
  - T. latifolia Alexander, 1944
  - T. legitima (Alexander, 1928)
  - T. lethe Alexander, 1971
  - T. ligulata Alexander, 1929
  - T. ligulipenicillata Alexander, 1946
  - T. longibasis Alexander, 1946
  - T. longurioides Alexander, 1955
  - T. macintyreana Alexander, 1941
  - T. macrotrichiata (Alexander, 1923)
  - T. magellanica Alexander, 1920
  - T. marmoripennis Róndani, 1850
  - T. martinbrowni Alexander, 1946
  - T. mecoglossa Alexander, 1967
  - T. mediodentata Alexander, 1944
  - T. meridiana Edwards, 1920
  - T. microspilota Alexander, 1928
  - T. miranha Alexander, 1913
  - T. mithradates Alexander, 1951
  - T. mitua Alexander, 1916
  - T. mocoa Alexander, 1913
  - T. moctezumae Alexander, 1925
  - T. monilifera Loew, 1851
  - T. moniliferoides Alexander, 1920
  - T. moniliformis von Roder, 1886
  - T. mordax Alexander, 1945
  - T. morphea Alexander, 1946
  - T. navarinoensis Alexander, 1962
  - T. neivai Alexander, 1940
  - T. nethis Alexander, 1966
  - T. nigriscapa Alexander, 1946
  - T. nimbinervis Alexander, 1946
  - T. nolens Alexander, 1966
  - T. nordenskjoldi Alexander, 1920
  - T. nothofagetorum Alexander, 1929
  - T. notoria Alexander, 1942
  - T. novaleonensis Alexander, 1940
  - T. novatrix Alexander, 1942
  - T. nubifera van der Wulp, 1881
  - T. nubleana Alexander, 1969
  - T. obirata Alexander, 1940
  - T. obscuricincta Alexander, 1940
  - T. odontomera Alexander, 1967
  - T. olssoniana Alexander, 1943
  - T. omnilutea Alexander, 1967
  - T. ona Alexander, 1920
  - T. oreonympha Alexander, 1929
  - T. orizabensis Alexander, 1941
  - T. ornaticornis van der Wulp, 1891
  - T. osculata Alexander, 1944
  - T. palenca Alexander, 1944
  - T. palitans Alexander, 1966
  - T. pallidineuris Macquart, 1846
  - T. pallidisignata Alexander, 1929
  - T. pantherina Alexander, 1941
  - T. paranensis Alexander, 1945
  - T. parviloba Alexander, 1929
  - T. patagonica Alexander, 1920
  - T. pediformis Alexander, 1962
  - T. perflavidula Alexander, 1979
  - T. perjovialis Alexander, 1944
  - T. perstudiosa Alexander, 1937
  - T. petalura Alexander, 1953
  - T. petaluroides Alexander, 1969
  - T. petiolaris Alexander, 1940
  - T. phalangioides Alexander, 1945
  - T. philippiana Alexander, 1920
  - T. pictipennis Walker, 1837
  - T. pilulifera Edwards, 1920
  - T. pirioni Alexander, 1929
  - T. piro Alexander, 1914
  - T. platytergata Alexander, 1962
  - T. procericornis Edwards, 1920
  - T. profuga Alexander, 1938
  - T. protrudens Alexander, 1952
  - T. psittacina Alexander, 1962
  - T. pulchriflava Alexander, 1979
  - T. quadrisetosa Alexander, 1951
  - T. quichua Alexander, 1916
  - T. reciproca Alexander, 1946
  - T. redunca Alexander, 1967
  - T. reedi Alexander, 1934
  - T. resplendens Alexander, 1946
  - T. riveti Edwards, 1920
  - T. rucana Alexander, 1946
  - T. rufirostris Bigot, 1888
  - T. runtunensis Alexander, 1940
  - T. sariapampae Alexander, 1967
  - T. satrapa Alexander, 1952
  - T. schachovskoyi Alexander, 1952
  - T. scriptella Alexander, 1940
  - T. semivulpina Alexander, 1944
  - T. serrilobata Alexander, 1941
  - T. serval Alexander, 1937
  - T. songoana Alexander, 1962
  - T. spatulifera Alexander, 1928
  - T. spilota Wiedemann, 1828
  - T. steinbachi Alexander, 1946
  - T. stenoglossa Alexander, 1942
  - T. suavissima Alexander, 1951
  - T. subandina Philippi, 1866
  - T. subcana Edwards, 1920
  - T. subglabrata Alexander, 1951
  - T. subjubilans Alexander, 1979
  - T. subligulata Alexander, 1941
  - T. tabida Enderlein, 1912
  - T. tainoleuca Alexander, 1981
  - T. tanymetra Alexander, 1962
  - T. tehuelche Alexander, 1920
  - T. tephronota Alexander, 1942
  - T. tersa Alexander, 1928
  - T. tersoides Alexander, 1945
  - T. thalia Alexander, 1946
  - T. tovarensis Alexander, 1947
  - T. triemarginata Alexander, 1936
  - T. trispilota Alexander, 1942
  - T. tristillata Alexander, 1929
  - T. tunguraguana Alexander, 1940
  - T. tyranna Alexander, 1946
  - T. unistriata Alexander, 1941
  - T. ursula Alexander, 1951
  - T. valdiviana Philippi, 1866
  - T. varineura (Bigot, 1888)
  - T. virgulata Williston, 1900
  - T. votiva Alexander, 1944
  - T. werneri Alexander, 1950
  - T. willinki Alexander, 1962
  - T. wittei Alexander, 1920
  - T. woytkowskiana Alexander, 1942
  - T. yanamonteana Alexander, 1945
  - T. yungasensis Alexander, 1962
  - T. zeltale Alexander, 1928
  - T. zeugmata Alexander, 1951
  - T. zotzil Alexander, 1928
- Phân chi Formotipula Matsumura, 1916
  - T. cinereifrons de Meijere, 1911
  - T. decurvans Alexander, 1950
  - T. dikchuensis Edwards, 1932
  - T. dusun Edwards, 1933
  - T. exusta Alexander, 1931
  - T. friedrichi Alexander, 1935
  - T. holoserica (Matsumura, 1916)
  - T. hypopygialis Alexander, 1924
  - T. ishana Alexander, 1953
  - T. kiangsuensis Alexander, 1938
  - T. laosica Edwards, 1926
  - T. leopoldi Alexander, 1937
  - T. lipophleps Edwards, 1926
  - T. luteicorporis Alexander, 1933
  - T. melanomera Walker, 1848
  - T. melanopyga Edwards, 1926
  - T. obliterata Alexander, 1924
  - T. omeicola Alexander, 1935
  - T. rufizona Edwards, 1916
  - T. rufoabdominalis Alexander, 1927
  - T. sciariformis Brunetti, 1911
  - T. spoliatrix Alexander, 1941
  - T. stoneana Alexander, 1943
  - T. tjederana Alexander, 1966
  - T. unirubra Alexander, 1935
  - T. vindex Alexander, 1940
- Phân chi Hesperotipula Alexander, 1947
  - T. aitkeniana Alexander, 1944
  - T. arnaudi Alexander, 1965
  - T. californica (Doane, 1908)
  - T. chlorion Alexander, 1965
  - T. chumash Alexander, 1961
  - T. circularis Alexander, 1947
  - T. contortrix Alexander, 1944
  - T. coronado Alexander, 1946
  - T. derbyi Doane, 1912
  - T. fragmentata Dietz, 1919
  - T. linsdalei Alexander, 1951
  - T. micheneri Alexander, 1944
  - T. millardi Alexander, 1965
  - T. mutica Dietz, 1919
  - T. opisthocera Dietz, 1919
  - T. ovalis Alexander, 1951
  - T. sanctaeluciae Alexander, 1951
  - T. streptocera Doane, 1901
  - T. supplicata Alexander, 1944
  - T. sweetae Alexander, 1931
  - T. trypetophora Dietz, 1919
- Phân chi Indratipula Alexander, 1970
  - T. comstockana Alexander, 1970
  - T. needhamana Alexander, 1968
- Phân chi Kalatipula Alexander, 1971
  - T. skuseana Alexander, 1971
- Phân chi Labiotipula Alexander, 1965
  - T. leechi Alexander, 1938
  - T. macrolabis Loew, 1864
  - T. macrolaboides Alexander, 1918
  - T. youngi Alexander, 1927
- Phân chi Lindnerina Mannheims, 1965
  - T. bistilata Lundstrom, 1907
  - T. dershavini Alexander, 1934
  - T. illinoiensis Alexander, 1915
  - T. neptun Dietz, 1921
  - T. senega Alexander, 1915
  - T. serta Loew, 1863
  - T. shieldsi Alexander, 1965
  - T. subexcisa Lundstrom, 1907
  - T. subserta Alexander, 1928
- Phân chi Lunatipula Edwards, 1931
  - T. abscissa Alexander, 1946
  - T. absconsa Alexander, 1936
  - T. accurata Alexander, 1927
  - T. acudens Theischinger, 1977
  - T. acuminata Strobl, 1900
  - T. acutipleura Doane, 1912
  - T. adapazariensis Theischinger, 1987
  - T. adusta Savchenko, 1954
  - T. adzharolivida Savchenko, 1968
  - T. affinis Schummel, 1833
  - T. alaska Alexander, 1918
  - T. albofascia Doane, 1901
  - T. albostriata Strobl, 1909
  - T. alpina Loew, 1873
  - T. ampliata Alexander, 1925
  - T. ampullifera Mannheims, 1965
  - T. angela Mannheims, 1963
  - T. angelica Theowald, 1957
  - T. anicilla Mannheims, 1967
  - T. animula Mannheims, 1967
  - T. annulicornuta Alexander, 1922
  - T. anthe Mannheims, 1968
  - T. antichasia Theischinger, 1979
  - T. antilope Theischinger, 1977
  - T. aperta Alexander, 1918
  - T. aphrodite Mannheims, 1963
  - T. apicalis Loew, 1863
  - T. ariadne Mannheims, 1954
  - T. armata Doane, 1901
  - T. arnoldii Savchenko, 1957
  - T. artemis Theischinger, 1977
  - T. astigma Savchenko, 1968
  - T. atreia Petersen & Gelhaus, 2004
  - T. atrisumma Doane, 1912
  - T. auriculata Mannheims, 1963
  - T. aurita Riedel, 1920
  - T. australis Doane, 1901
  - T. bactridica Savchenko, 1954
  - T. balearica Mannheims, 1968
  - T. barbata Doane, 1901
  - T. beieri Mannheims, 1954
  - T. bernardinensis Alexander, 1946
  - T. berytia Mannheims, 1963
  - T. bezzii Mannheims & Theowald, 1959
  - T. biaculeata Alexander, 1949
  - T. biavicularia Alexander, 1965
  - T. bicornis Forbes, 1890
  - T. bifalcata Doane, 1912
  - T. bifasciculata Loew, 1873
  - T. bigeminata Alexander, 1915
  - T. bimacula Theowald, 1980
  - T. bisetosa Doane, 1901
  - T. bispina Loew, 1873
  - T. biuncus Doane, 1912
  - T. bivittata Pierre, 1922
  - T. boregoensis Alexander, 1946
  - T. borysthenica Savchenko, 1954
  - T. brinki Theischinger, 1987
  - T. bucera Alexander, 1927
  - T. buchholzi Mannheims & Theowald, 1959
  - T. bulbosa Mannheims, 1954
  - T. bullata Loew, 1873
  - T. calcarata Doane, 1901
  - T. canakkalensis Theischinger, 1987
  - T. canariensis Theischinger, 1979
  - T. capra Theischinger, 1980
  - T. capreola Mannheims, 1966
  - T. carens Theischinger, 1987
  - T. cassiope Mannheims, 1966
  - T. catawba Alexander, 1915
  - T. caucasica Riedel, 1920
  - T. caudatula Loew, 1862
  - T. caudispina Pierre, 1921
  - T. cava Riedel, 1913
  - T. cedrophila Mannheims, 1963
  - T. cerva Mannheims & Theowald, 1959
  - T. cervula Mannheims & Theowald, 1959
  - T. charybdis Theischinger, 1979
  - T. chelifera Savchenko, 1964
  - T. chernavini Alexander, 1934
  - T. chloris Savchenko, 1972
  - T. christophi Theischinger, 1982
  - T. cillibema Koc, 2004
  - T. cinerascens Loew, 1873
  - T. cinereicolor Pierre, 1924
  - T. cinerella Pierre, 1919
  - T. circe Mannheims, 1954
  - T. circumdata Siebke, 1863
  - T. cirrata de Jong, 1995
  - T. cirratula Oosterbroek, 1997
  - T. cladacantha Alexander, 1945
  - T. cladacanthodes Alexander, 1964
  - T. clio Mannheims, 1954
  - T. cornicula Pierre, 1922
  - T. corollata Yang & Yang, 1995
  - T. costaloides Alexander, 1915
  - T. cressa Mannheims, 1965
  - T. cretis Mannheims, 1965
  - T. ctenura Savchenko, 1952
  - T. curvata Theischinger, 1977
  - T. curvispina Savchenko, 1954
  - T. cypris Mannheims, 1963
  - T. cypropeliostigma Vogtenhuber, 2002
  - T. dampfiana Alexander, 1946
  - T. danieli Simova-Tosic, 1972
  - T. decolor Mannheims, 1963
  - T. dedecor Loew, 1873
  - T. degeneri Alexander, 1944
  - T. densursi Alexander, 1943
  - T. deserticola Savchenko, 1968
  - T. detruncata Oosterbroek, 1997
  - T. diabolica Alexander, 1954
  - T. diacanthophora Alexander, 1945
  - T. diarizos Vogtenhuber, 2002
  - T. dido Alexander, 1947
  - T. didymotes Theischinger, 1977
  - T. dietziana Alexander, 1915
  - T. disjuncta Walker, 1856
  - T. dolores Mannheims, 1967
  - T. dolosa Alexander, 1936
  - T. dorica Mannheims, 1965
  - T. dorsimacula Walker, 1848
  - T. downesi Alexander, 1944
  - T. dracula Theischinger, 1977
  - T. dumetorum Savchenko, 1964
  - T. duplex Walker, 1848
  - T. dupliciformis Alexander, 1940
  - T. emmahelene Theischinger, 1980
  - T. engeli Theowald, 1957
  - T. erato Mannheims, 1954
  - T. erectispina Savchenko, 1954
  - T. eugeniana Simova-Tosic, 1972
  - T. euterpe Theischinger, 1979
  - T. eyndhoveni Theowald, 1972
  - T. fabiola Mannheims, 1968
  - T. falcata Riedel, 1913
  - T. fascicula Mannheims, 1966
  - T. fascingulata Mannheims, 1966
  - T. fascipennis Meigen, 1818
  - T. fattigiana Alexander, 1944
  - T. fenderi Alexander, 1954
  - T. filamentosa Alexander, 1959
  - T. fini Oosterbroek, 1997
  - T. finitima Alexander, 1936
  - T. flabellifera Savchenko, 1954
  - T. flaccida Alexander, 1934
  - T. flavibasis Alexander, 1918
  - T. flavocauda Doane, 1912
  - T. flavomarginata Doane, 1912
  - T. forcipula Mannheims, 1966
  - T. franzressli Theischinger, 1982
  - T. freidbergi Theowald & Oosterbroek, 1987
  - T. fuliginosa (Say, 1823)
  - T. fulminis Alexander, 1945
  - T. fulvinodus Doane, 1912
  - T. furcula Mannheims, 1954
  - T. furiosa Alexander, 1941
  - T. fuscicosta Mannheims, 1954
  - T. gallaeca Eiroa, 1989
  - T. gebze Koc, Hasbenli & Vogtenhuber, 2007
  - T. geja Savchenko, 1968
  - T. gelensis Loi, 1971
  - T. georgiana Alexander, 1915
  - T. gibbifera Strobl, 1906
  - T. gondattii Alexander, 1934
  - T. graeca Oosterbroek & Vukovic, 1989
  - T. graecolivida Mannheims, 1954
  - T. grahamina Alexander, 1963
  - T. griesheimae Mannheims & Theowald, 1959
  - T. handschini Mannheims, 1967
  - T. harmonia Mannheims, 1966
  - T. hastingsae Alexander, 1951
  - T. helvola Loew, 1873
  - T. hera Theischinger, 1979
  - T. hermes Theischinger, 1977
  - T. heros Egger, 1863
  - T. hirsuta Doane, 1901
  - T. hirsuticauda Pierre, 1925
  - T. hispanolivida Mannheims, 1968
  - T. holzschuhi Theischinger, 1977
  - T. horsti Theischinger, 1982
  - T. huberti Theischinger, 1982
  - T. humilis Staeger, 1840
  - T. hybrida Savchenko, 1952
  - T. hypovalvata Alexander, 1936
  - T. hyrcana Savchenko, 1973
  - T. iberica Mannheims, 1963
  - T. iliensis Mannheims, 1965
  - T. imbecilla Loew, 1869
  - T. inadusta Alexander, 1946
  - T. interrita Alexander, 1938
  - T. inusitata Alexander, 1949
  - T. istriana Erhan & Theowald, 1961
  - T. jaroslavi Koç, 2007[1]
  - T. jativensis Strobl, 1909
  - T. johnsoniana Alexander, 1915
  - T. kephalos Theischinger, 1979
  - T. kerkis Theischinger, 1977
  - T. kinzelbachi Theischinger, 1982
  - T. kirkwoodiana Alexander, 1965
  - T. klytaimnestra Theischinger, 1979
  - T. korovini Savchenko, 1970
  - T. kreissli Theischinger, 1987
  - T. kumerloevei Mannheims, 1968
  - T. kybele Mannheims, 1968
  - T. kykladon Theischinger, 1987
  - T. laetabilis Zetterstedt, 1838
  - T. lagunicola Alexander, 1969
  - T. lamellata Doane, 1901
  - T. lamentaria Alexander, 1934
  - T. lanispina Mannheims, 1966
  - T. lassenensis Alexander, 1965
  - T. latistyla Savchenko, 1954
  - T. leda Mannheims, 1965
  - T. leeuweni Theischinger, 1982
  - T. lehriana Savchenko, 1964
  - T. leto Mannheims, 1966
  - T. limitata Schummel, 1833
  - T. lithophila Savchenko, 1968
  - T. livida van der Wulp, 1859
  - T. loewiana Alexander, 1915
  - T. longidens Strobl, 1909
  - T. lucasi Theischinger, 1987
  - T. lucida Doane, 1901
  - T. luebenauorum Theischinger, 1977
  - T. lunata Linnaeus, 1758
  - T. lyrion Theischinger, 1987
  - T. macciana Edwards, 1928
  - T. macnabi Alexander, 1939
  - T. macquarti Becker, 1908
  - T. macropeliostigma Mannheims, 1954
  - T. macropyga Savchenko, 1952
  - T. macroselene Strobl, 1893
  - T. macswaini Alexander, 1965
  - T. magnicauda Strobl, 1895
  - T. maija Savchenko, 1973
  - T. mainensis Alexander, 1915
  - T. mallochi Alexander, 1920
  - T. mallorca Theischinger, 1982
  - T. manca Alexander, 1924
  - T. mariannae Alexander, 1940
  - T. mariposa Alexander, 1946
  - T. martini Alexander, 1965
  - T. mecotrichia Alexander, 1966
  - T. megalabiata Alexander, 1915
  - T. megaura Doane, 1901
  - T. melanothrix Savchenko & Theischinger, 1978
  - T. mellea Schummel, 1833
  - T. melpomene Mannheims, 1954
  - T. mendli Martinovsky, 1976
  - T. mercedensis Alexander, 1965
  - T. meronensis Oosterbroek, 1997
  - T. mesotergata Alexander, 1931
  - T. michoacana Alexander, 1946
  - T. micropeliostigma Mannheims, 1965
  - T. milkoi Pilipenko, 2005
  - T. minos Theischinger, 1982
  - T. miwok Alexander, 1945
  - T. modesta Macquart, 1846
  - T. modoc Alexander, 1945
  - T. mohavensis Alexander, 1946
  - T. monstrabilis Theischinger, 1980
  - T. monticola Alexander, 1915
  - T. montifer Theischinger, 1977
  - T. morenae Strobl, 1900
  - T. mormon Alexander, 1948
  - T. morrisoni Alexander, 1915
  - T. murati Koc, 2004
  - T. musensis Theischinger, 1987
  - T. naumanni Theischinger, 1979
  - T. nausicaa Mannheims, 1966
  - T. neutra Theischinger, 1982
  - T. nigdeensis Bischof, 1905
  - T. nigrobasalis Alexander, 1933
  - T. nocturna Savchenko, 1964
  - T. olympia Doane, 1912
  - T. onusta Riedel, 1913
  - T. oorschotorum Theischinger, 1987
  - T. oosterbroeki Koc, 2007
  - T. oreada Alexander, 1933
  - T. ornithogona Theischinger, 1982
  - T. osmana Mannheims, 1963
  - T. oxytona Alexander, 1927
  - T. pachyprocta Loew, 1873
  - T. palifera Mannheims, 1965
  - T. pallidicornis Savchenko, 1954
  - T. pallidithorax Savchenko, 1954
  - T. palmarum Alexander, 1947
  - T. pandora Mannheims, 1968
  - T. pannonia Loew, 1873
  - T. parallela Theischinger, 1977
  - T. parapeliostigma Mannheims & Theowald, 1959
  - T. pararecticornis Savchenko & Theischinger, 1978
  - T. parasimurg Savchenko, 1968
  - T. paravelox Theischinger, 1987
  - T. parshleyi Alexander, 1915
  - T. pelidne Mannheims, 1965
  - T. peliostigma Schummel, 1833
  - T. pelma Mannheims, 1965
  - T. pendula Alexander, 1924
  - T. penelope Mannheims, 1954
  - T. penicillata Alexander, 1915
  - T. perfidiosa Alexander, 1945
  - T. peteri Theischinger, 1979
  - T. phaidra Mannheims, 1965
  - T. pilicauda Pierre, 1922
  - T. pinnifer Theischinger, 1977
  - T. pleuracicula Alexander, 1915
  - T. pokornyi Mannheims, 1968
  - T. polingi Alexander, 1950
  - T. polycantha Alexander, 1942
  - T. polydeukes Theischinger, 1977
  - T. powersi Alexander, 1965
  - T. praecox Loew, 1873
  - T. productisterna Alexander, 1963
  - T. profdrassi Theischinger, 1980
  - T. pseudocinerascens Strobl, 1906
  - T. pseudolunata Theischinger, 1980
  - T. pseudopeliostigma Mannheims, 1965
  - T. pseudowolfi Theischinger, 1979
  - T. pustulata Pierre, 1920
  - T. pythia Theischinger, 1979
  - T. quadriatrata Alexander, 1956
  - T. quadridentata Savchenko, 1964
  - T. quinquespinis Theischinger, 1980
  - T. rabiosa Alexander, 1943
  - T. rainiericola Alexander, 1946
  - T. ramona Alexander, 1941
  - T. rauschorum Theischinger, 1977
  - T. raysmithi Alexander, 1965
  - T. recticornis Schummel, 1833
  - T. renate Theischinger, 1982
  - T. retusa Doane, 1901
  - T. rhodolivida Theowald, 1972
  - T. rhynchos Theischinger, 1977
  - T. rocina Theischinger, 1979
  - T. rossmani Byers, 2003
  - T. rotundiloba Alexander, 1915
  - T. rudis Alexander, 1935
  - T. rufula Mannheims & Theowald, 1959
  - T. rugulosa Mannheims & Theowald, 1959
  - T. ruidoso Alexander, 1946
  - T. russula Theischinger, 1977
  - T. rutila Savchenko, 1952
  - T. sacerdotula Riedel, 1918
  - T. sagittifera Alexander, 1948
  - T. saltatrix Savchenko, 1964
  - T. satyr Alexander, 1915
  - T. savtschenkoi Simova, 1960
  - T. saxemontana Alexander, 1946
  - T. saylori Alexander, 1961
  - T. schlingeri Alexander, 1965
  - T. sciurus Theischinger, 1977
  - T. seguyi Mannheims, 1954
  - T. selenaria Mannheims, 1967
  - T. selene Meigen, 1830
  - T. selenis Loew, 1873
  - T. selenitica Meigen, 1818
  - T. seminole Alexander, 1915
  - T. semipeliostigma Mannheims, 1965
  - T. sepiaformis Vogtenhuber, 2002
  - T. sequoiarum Alexander, 1945
  - T. sigma Theischinger, 1979
  - T. simova Theischinger, 1982
  - T. simurg Dzhafarov & Savchenko, 1964
  - T. siskiyouensis Alexander, 1949
  - T. skylla Theischinger, 1979
  - T. snoqualmiensis Alexander, 1946
  - T. soosi Mannheims, 1954
  - T. spatha Doane, 1912
  - T. sperryana Alexander, 1942
  - T. splendens Doane, 1901
  - T. stalagmites Alexander, 1915
  - T. sternalis Theischinger, 1977
  - T. sternata Doane, 1912
  - T. stimulosa Mannheims, 1973
  - T. strigosa Savchenko, 1952
  - T. stubbsi Theischinger, 1979
  - T. subacuminata Mannheims, 1963
  - T. subaurita Savchenko, 1964
  - T. subbarbata Alexander, 1927
  - T. subbispina Savchenko, 1952
  - T. subcava Mannheims, 1963
  - T. subfalcata Mannheims, 1967
  - T. subhelvola Mannheims & Theowald, 1959
  - T. sublimitata Alexander, 1927
  - T. sublunata Savchenko, 1952
  - T. submaculata Loew, 1863
  - T. submanca Savchenko, 1964
  - T. subonusta Mannheims & Theowald, 1959
  - T. subpustulata Mannheims, 1963
  - T. subrecticornis Savchenko, 1964
  - T. subselenitica Theowald, 1957
  - T. substernalis Oosterbroek, 1997
  - T. subtrunca Mannheims, 1966
  - T. subtruncata Mannheims, 1954
  - T. subvelox Savchenko, 1968
  - T. suleika Mannheims, 1963
  - T. sushkini Savchenko, 1964
  - T. talyshensis Savchenko, 1964
  - T. tanneri Alexander, 1948
  - T. tateyamae Alexander, 1918
  - T. tazzekai Theowald, 1973
  - T. tenaya Alexander, 1946
  - T. tergata Doane, 1912
  - T. tergestina Loew, 1873
  - T. teunisseni Theischinger, 1979
  - T. texensis Alexander, 1916
  - T. thais Mannheims, 1963
  - T. theia Mannheims, 1963
  - T. theowaldi Savchenko, 1964
  - T. tibonella Theischinger, 1977
  - T. timberlakei Alexander, 1947
  - T. titania Mannheims, 1966
  - T. transcaspica Savchenko, 1954
  - T. transfixa Alexander, 1933
  - T. translucida Doane, 1901
  - T. transmarmarensis Koc, Aktas & Oosterbroek, 1996
  - T. trapeza Theischinger, 1982
  - T. trialbosignata Alexander, 1935
  - T. trifasciculata Strobl, 1900
  - T. trigona Mannheims, 1966
  - T. trispinosa Lundstrom, 1907
  - T. triton Alexander, 1915
  - T. truculenta Alexander, 1943
  - T. trunca Mannheims, 1954
  - T. truncata Loew, 1873
  - T. turanensis Alexander, 1934
  - T. turca Mannheims, 1963
  - T. turcolivida Mannheims, 1968
  - T. turgida Oosterbroek, 1997
  - T. tuscarora Alexander, 1915
  - T. twightae Alexander, 1959
  - T. tyche Mannheims, 1966
  - T. ulrike Theischinger, 1982
  - T. unicincta Doane, 1901
  - T. unicornis Theischinger, 1977
  - T. urania Mannheims, 1954
  - T. ursulae Mannheims, 1965
  - T. usitata Doane, 1901
  - T. valerii Savchenko, 1968
  - T. valida Loew, 1863
  - T. validicornis Alexander, 1934
  - T. vermooleni Theischinger, 1987
  - T. vernalis Meigen, 1804
  - T. verrucosa Pierre, 1919
  - T. vesubiana Dufour, 2003
  - T. vitabilis Alexander, 1947
  - T. vittatipennis Doane, 1912
  - T. vogtenhuberi Theischinger, 1979
  - T. vulpecula Theischinger, 1979
  - T. wewalkai Theischinger, 1979
  - T. willissmithi Alexander, 1945
  - T. wolfi Mannheims, 1954
  - T. xyrophora Theischinger, 1977
  - T. yana Alexander, 1965
  - T. yosemite Alexander, 1946
  - T. zaitzevi Savchenko, 1952
  - T. zangherii Lackschewitz, 1932
  - T. zarcoi Mannheims, 1967
  - T. zarnigor Savchenko, 1954
  - T. zelotypa Alexander, 1946
  - T. zimini Savchenko, 1954
- Phân chi Mediotipula Pierre, 1924
  - T. anatoliensis Theowald, 1978
  - T. brolemanni Pierre, 1922
  - T. cataloniensis Theowald, 1978
  - T. caucasiensis Theowald, 1978
  - T. fulvogrisea (Pierre, 1924)
  - T. galiciensis Theowald, 1978
  - T. mikiana Bergroth, 1888
  - T. nitidicollis Strobl, 1909
  - T. sarajevensis Strobl, 1898
  - T. siebkei Zetterstedt, 1852
  - T. stigmatella Schummel, 1833
- Phân chi Microtipula Alexander, 1912
  - T. aequitorialis Alexander, 1940
  - T. affabilis Alexander, 1945
  - T. akestra Alexander, 1966
  - T. alecto Alexander, 1945
  - T. amara Alexander, 1951
  - T. amazonica (Alexander, 1912)
  - T. amoenicornis Alexander, 1922
  - T. anomalina Alexander, 1979
  - T. apollyon Alexander, 1951
  - T. appendens (Enderlein, 1912)
  - T. ariranhae Alexander, 1945
  - T. armatipennis Alexander, 1912
  - T. auricularis Alexander, 1942
  - T. austrovolens Alexander, 1951
  - T. aymara Alexander, 1912
  - T. baeostyla Alexander, 1979
  - T. bigracilis Alexander, 1979
  - T. bilimeki Alexander, 1941
  - T. biprolata Alexander, 1967
  - T. bitribula Alexander, 1967
  - T. blaseri Alexander, 1942
  - T. brasiliensis (Wiedemann, 1828)
  - T. bruesi Alexander, 1945
  - T. camura Alexander, 1979
  - T. carib Alexander, 1970
  - T. cerogama Alexander, 1944
  - T. cithariformis Alexander, 1967
  - T. colombicola Alexander, 1929
  - T. contemplata Alexander, 1951
  - T. costaricensis (Alexander, 1922)
  - T. crassistyla Alexander, 1966
  - T. ctenopyga Alexander, 1940
  - T. decens Alexander, 1942
  - T. decolorata (Alexander, 1935)
  - T. detecta Alexander, 1927
  - T. diacanthos Alexander, 1921
  - T. diadexia Alexander, 1967
  - T. didactyla Alexander, 1942
  - T. didolos Alexander, 1962
  - T. dirhabdophora Alexander, 1951
  - T. discophora Alexander, 1951
  - T. efferox Alexander, 1945
  - T. effeta Alexander, 1921
  - T. effulta Alexander, 1941
  - T. epione Alexander, 1944
  - T. erebus Alexander, 1979
  - T. erostrata Alexander, 1945
  - T. eurymera Alexander, 1945
  - T. extensistyla Alexander, 1979
  - T. falcifer Alexander, 1944
  - T. feliciana Alexander, 1945
  - T. ferocia Alexander, 1937
  - T. fiebrigi Alexander, 1941
  - T. flavopolita Alexander, 1942
  - T. gladiator Alexander, 1914
  - T. guato Alexander, 1912
  - T. guerreroensis Alexander, 1940
  - T. gutticellula Alexander, 1936
  - T. heterodactyla Alexander, 1944
  - T. hexamelania Alexander, 1951
  - T. histrionica Alexander, 1945
  - T. horribilis Alexander, 1945
  - T. icasta Alexander, 1941
  - T. impatiens Alexander, 1951
  - T. inaequilobata Alexander, 1938
  - T. inarmata Alexander, 1928
  - T. infida Alexander, 1941
  - T. intemperata Alexander, 1943
  - T. jivaronis Alexander, 1943
  - T. jordanensis Alexander, 1949
  - T. juquiella Alexander, 1945
  - T. klagesi Alexander, 1945
  - T. lagotis Alexander, 1942
  - T. languidula Alexander, 1942
  - T. laticostata Alexander, 1937
  - T. letalis Alexander, 1937
  - T. lichyana Alexander, 1945
  - T. luctifica Alexander, 1940
  - T. luteidorsata Alexander, 1971
  - T. luteilimbata Alexander, 1944
  - T. lyriformis Alexander, 1942
  - T. macrosterna (Alexander, 1912)
  - T. mandator Alexander, 1945
  - T. manniana Alexander, 1945
  - T. mediocompressa Alexander, 1944
  - T. megalyra Alexander, 1945
  - T. monocera Alexander, 1967
  - T. mulfordi Alexander, 1945
  - T. multimoda Alexander, 1938
  - T. myriatricha Alexander, 1942
  - T. neolenta Alexander, 1945
  - T. nicoya Alexander, 1944
  - T. nigroabdominalis (Alexander, 1936)
  - T. nigrovariegata Alexander, 1928
  - T. niobe Alexander, 1947
  - T. obstinata Alexander, 1971
  - T. opipara Alexander, 1951
  - T. ortoni Alexander, 1945
  - T. pala Alexander, 1939
  - T. palaeogama Alexander, 1944
  - T. paloides Alexander, 1940
  - T. paralenta Alexander, 1950
  - T. pararia Alexander, 1966
  - T. parishi Alexander, 1912
  - T. penana Alexander, 1951
  - T. perangustula Alexander, 1938
  - T. percompressa Alexander, 1944
  - T. percomptaria Alexander, 1945
  - T. perdelecta Alexander, 1942
  - T. perissopyga Alexander, 1979
  - T. perlaticosta Alexander, 1941
  - T. plaumannina Alexander, 1945
  - T. plumbeithorax Alexander, 1921
  - T. pontifex Alexander, 1967
  - T. porrecta Alexander, 1951
  - T. pretiosa Alexander, 1945
  - T. pritchardi Alexander, 1940
  - T. proctotricha Alexander, 1945
  - T. prolixisterna Alexander, 1941
  - T. quadricollis Alexander, 1945
  - T. rectangulus Alexander, 1951
  - T. regressa Alexander, 1950
  - T. retrorsa Alexander, 1962
  - T. scaphula Alexander, 1945
  - T. scelesta Alexander, 1945
  - T. schildeana Alexander, 1945
  - T. schunkei Alexander, 1971
  - T. schwarzmaieri Alexander, 1940
  - T. septemhastata Alexander, 1962
  - T. sexcincta Alexander, 1942
  - T. smilodon Alexander, 1940
  - T. smithi Alexander, 1912
  - T. sparsipila Alexander, 1962
  - T. spinicauda Alexander, 1919
  - T. sternohirsuta Alexander, 1941
  - T. subarmata Alexander, 1941
  - T. subaymara Alexander, 1962
  - T. subeffeta Alexander, 1951
  - T. subeffulta Alexander, 1969
  - T. subinfuscata Williston, 1896
  - T. tancitaro Alexander, 1946
  - T. temperata Alexander, 1940
  - T. tenuicula Enderlein, 1912
  - T. tenuilobata Alexander, 1940
  - T. tergoarmata Alexander, 1971
  - T. terpsichore Alexander, 1951
  - T. terribilis Alexander, 1944
  - T. tijucensis Alexander, 1943
  - T. topoensis Alexander, 1951
  - T. trichoprocta Alexander, 1945
  - T. trihastata Alexander, 1945
  - T. trinidadensis (Alexander, 1912)
  - T. trinitatis Alexander, 1941
  - T. tucumanensis Alexander, 1945
  - T. urophora Alexander, 1938
  - T. virgilia Alexander, 1951
  - T. volens Alexander, 1944
  - T. zeteki Alexander, 1945
  - T. zonalis Alexander, 1927
- Phân chi Nesotipula Alexander, 1921
  - T. pribilovia Alexander, 1921
- Phân chi Nippotipula Matsumura, 1916
  - T. abdominalis (Say, 1823)
  - T. anastomosa Edwards, 1928
  - T. brevifusa Alexander, 1940
  - T. coquilletti Enderlein, 1912
  - T. edwardsomyia Alexander, 1964
  - T. fanjingshana Yang & Yang, 1988
  - T. flavostigmalis Alexander, 1953
  - T. kertesziana Alexander, 1964
  - T. klapperichi Alexander, 1941
  - T. masakiana Alexander, 1968
  - T. metacomet Alexander, 1965
  - T. phaedina (Alexander, 1927)
  - T. pseudophaedina Yang & Yang, 1992
  - T. pulcherrima Brunetti, 1912
  - T. sinica Alexander, 1935
  - T. susurrans Edwards, 1932
- Phân chi Nobilotipula Alexander, 1943
  - T. brolemanniana Alexander, 1968
  - T. collaris Say, 1823
  - T. fuiana Alexander, 1949
  - T. nobilis (Loew, 1864)
  - T. specularis Alexander, 1961
  - T. wardleana Alexander, 1968
- Phân chi Odonatisca Savchenko, 1956
  - T. breviligula Alexander, 1956
  - T. gouldeni Podenas & Gelhaus, 2000
  - T. kamchatkensis Alexander, 1918
  - T. nodicornis Meigen, 1818
  - T. optiva Alexander, 1921
  - T. pribilofensis Alexander, 1923
  - T. subarctica Alexander, 1919
  - T. timptonensis Savchenko, 1956
- Phân chi Papuatipula Alexander, 1935
  - T. artifex Alexander, 1948
  - T. consiliosa Alexander, 1971
  - T. cyclopica Alexander, 1948
  - T. divergens de Meijere, 1913
  - T. gressittiana Alexander, 1971
  - T. insperata Young, 1987
  - T. koiari Young, 1987
  - T. leucosticta Alexander, 1934
  - T. lieftincki Alexander, 1971
  - T. meijereana Alexander, 1935
  - T. melanotis Alexander, 1948
  - T. nigritus Young, 1987
  - T. nokicola Alexander, 1953
  - T. novaebrittaniae Alexander, 1935
  - T. obediens Alexander, 1947
  - T. omissinervis (de Meijere, 1906)
  - T. oneili Young, 1987
  - T. pedicioides Alexander, 1948
  - T. pensilis Alexander, 1971
  - T. satirica Alexander, 1971
  - T. staryi Alexander, 1971
  - T. strictistyla Alexander, 1971
  - T. surcularia Alexander, 1947
  - T. toxopeina Alexander, 1971
  - T. wibleae Young, 1987
- Phân chi Pectinotipula Alexander, 1920
  - T. argentina (van der Wulp, 1881)
  - T. boliviensis (Alexander, 1946)
  - T. titicacae (Alexander, 1944)
  - T. tucumana (Alexander, 1946)
- Phân chi Platytipula Matsumura, 1916
  - T. acifera Alexander, 1926
  - T. acirostris Alexander, 1954
  - T. alexanderi Joseph, 1974
  - T. angustiligula Alexander, 1931
  - T. appendifera Alexander, 1956
  - T. autumnalis Loew, 1864
  - T. bidenticulata Alexander, 1933
  - T. carinata Doane, 1901
  - T. chumbiensis Edwards, 1928
  - T. continuata Brunetti, 1912
  - T. cumulata Alexander, 1938
  - T. cunctans Say, 1823
  - T. cylindrostylata Alexander, 1926
  - T. dinarzadae Theowald, 1978
  - T. dissociata Alexander, 1936
  - T. ecaudata Alexander, 1924
  - T. esakiana Alexander, 1933
  - T. hampsoni Edwards, 1927
  - T. haplostyla Oosterbroek & Theowald, 1992
  - T. hebeiensis Yang & Yang, 1995
  - T. honorifica Alexander, 1933
  - T. hugginsi Gelhaus, 1986
  - T. imanishii Alexander, 1933
  - T. indifferens Alexander, 1935
  - T. insulicola Alexander, 1914
  - T. jocosipennis Alexander, 1933
  - T. knowltoniana Alexander, 1969
  - T. luteipennis Meigen, 1830
  - T. maritima Alexander, 1930
  - T. melanoceros Schummel, 1833
  - T. membranifera Alexander, 1936
  - T. moiwana (Matsumura, 1916)
  - T. nebulinervis Alexander, 1940
  - T. nicothoe Alexander, 1953
  - T. nigrocellula Alexander, 1935
  - T. nikkoensis Alexander, 1921
  - T. nipponensis Alexander, 1914
  - T. omogicola Alexander, 1954
  - T. paterifera Alexander, 1962
  - T. pendulifera Alexander, 1919
  - T. perhirtipes Alexander, 1963
  - T. pterotricha Alexander, 1953
  - T. querula Alexander, 1924
  - T. quiris Alexander, 1940
  - T. saragaminensis Alexander, 1954
  - T. scheherezadae Theowald, 1978
  - T. sessilis Edwards, 1921
  - T. sparsiseta Alexander, 1924
  - T. spenceriana Alexander, 1943
  - T. stipata Alexander, 1935
  - T. tennessa Alexander, 1920
  - T. ultima Alexander, 1915
  - T. violovitshiana Savchenko, 1961
  - T. xanthodes Yang & Yang, 1991
- Phân chi Pterelachisus Róndani, 1842
  - T. aka Alexander, 1971
  - T. albertensis Alexander, 1927
  - T. alcestis Alexander, 1946
  - T. alta Doane, 1912
  - T. aluco Alexander, 1918
  - T. angulata Loew, 1864
  - T. apicispina Alexander, 1934
  - T. aspoecki Vogtenhuber, 2004
  - T. austriaca (Pokorny, 1887)
  - T. autumna Alexander, 1921
  - T. badakhensis Alexander, 1956
  - T. bakeri Alexander, 1954
  - T. banffiana Alexander, 1946
  - T. bellardiana Alexander, 1926
  - T. berteii (Róndani, 1842)
  - T. biaciculifera Alexander, 1937
  - T. bilobata Pokorny, 1887
  - T. brindleana Alexander, 1964
  - T. brunnicosta Brunetti, 1912
  - T. camillerii Alexander, 1959
  - T. carinifrons Holmgren, 1883
  - T. cavagnaroi Alexander, 1965
  - T. cayollensis Dufour, 2003
  - T. cineracea Coquillett, 1900
  - T. cinereocincta Lundstrom, 1907
  - T. clinata Alexander, 1938
  - T. coleana Alexander, 1940
  - T. crassicornis Zetterstedt, 1838
  - T. crassiventris Riedel, 1913
  - T. crawfordi Alexander, 1927
  - T. cruciata Edwards, 1928
  - T. curvistylus Eiroa, 1990
  - T. daitenjoensis Alexander, 1955
  - T. derbecki Alexander, 1934
  - T. diflava Alexander, 1919
  - T. digesta Alexander, 1953
  - T. dolomitensis Theowald, 1980
  - T. edwardsella Alexander, 1923
  - T. entomophthorae Alexander, 1918
  - T. excetra Alexander, 1935
  - T. famula Alexander, 1935
  - T. fautrix Alexander, 1961
  - T. flavocostalis Alexander, 1921
  - T. futilis Alexander, 1924
  - T. garuda Alexander, 1953
  - T. geisha Alexander, 1958
  - T. gelida Coquillett, 1900
  - T. gemula Alexander, 1945
  - T. glacialis (Pokorny, 1887)
  - T. gredosi Theowald, 1980
  - T. haplorhabda Alexander, 1935
  - T. harutai Alexander, 1955
  - T. helvocincta Doane, 1901
  - T. hewitti Alexander, 1919
  - T. hibii Alexander, 1933
  - T. hirsutipes Lackschewitz, 1934
  - T. hispida Savchenko, 1964
  - T. hollandi Alexander, 1934
  - T. hoogerwerfi Alexander, 1944
  - T. horningi Alexander, 1966
  - T. huntsmaniana Dietz, 1920
  - T. huron Alexander, 1918
  - T. hylaea Alexander, 1924
  - T. icarus Alexander, 1936
  - T. idahoensis Alexander, 1955
  - T. ignoscens Alexander, 1935
  - T. illegitima Alexander, 1933
  - T. imbellis Alexander, 1927
  - T. imitator Alexander, 1953
  - T. incurva Doane, 1912
  - T. ingenua Alexander, 1945
  - T. interposita Savchenko, 1966
  - T. irregularis (Pokorny, 1887)
  - T. irrorata Macquart, 1826
  - T. ishiharana Alexander, 1953
  - T. jedoensis Alexander, 1933
  - T. jenseni Alexander, 1965
  - T. jutlandica Nielsen, 1947
  - T. kaisilai Mannheims, 1954
  - T. katmaiensis Alexander, 1920
  - T. kaulbackiana Alexander, 1953
  - T. kirbyana Alexander, 1918
  - T. kuatunensis Alexander, 1941
  - T. kurilensis Savchenko, 1970
  - T. lacunosa Alexander, 1941
  - T. laetabunda Alexander, 1961
  - T. laetibasis Alexander, 1934
  - T. laetissima Alexander, 1938
  - T. latiflava Alexander, 1931
  - T. legalis Alexander, 1933
  - T. leucopalassa Alexander, 1964
  - T. leucosema Edwards, 1928
  - T. limbinervis Alexander, 1953
  - T. luridorostris Schummel, 1833
  - T. luteobasalis Savchenko, 1964
  - T. maaiana Alexander, 1949
  - T. macarta Alexander, 1936
  - T. macrostyla Savchenko, 1964
  - T. malaisei Alexander, 1927
  - T. mandan Alexander, 1915
  - T. margarita Alexander, 1918
  - T. matsumuriana Alexander, 1924
  - T. mayerduerii Egger, 1863
  - T. mcdonaldi Alexander, 1975
  - T. meijerella Alexander, 1966
  - T. middendorffi Lackschewitz, 1936
  - T. mitophora Alexander, 1934
  - T. mono Alexander, 1945
  - T. mupinensis Alexander, 1934
  - T. mutila Wahlgren, 1905
  - T. mutiloides Alexander, 1932
  - T. mystax Alexander, 1961
  - T. neurotica Mannheims, 1966
  - T. niitakensis Alexander, 1938
  - T. nudicellula Savchenko, 1966
  - T. obnata Alexander, 1934
  - T. ochotana Savchenko, 1970
  - T. octomaculata Savchenko, 1964
  - T. osellai Theowald, 1980
  - T. pabulina Meigen, 1818
  - T. padana Dufour, 1981
  - T. pauli Mannheims, 1964
  - T. pedicellaris Alexander, 1933
  - T. penobscot Alexander, 1915
  - T. percara Alexander, 1922
  - T. pertenuis Alexander, 1938
  - T. phaeopasta Alexander, 1924
  - T. phryne Alexander, 1945
  - T. pieli Alexander, 1937
  - T. pingi Alexander, 1936
  - T. plitviciensis Simova, 1962
  - T. polaruralensis Theowald, 1980
  - T. pollex Alexander, 1933
  - T. pontica Savchenko, 1964
  - T. procliva Alexander, 1938
  - T. pseudocrassiventris Theowald, 1980
  - T. pseudoirrorata Goetghebuer, 1921
  - T. pseudopruinosa Strobl, 1895
  - T. pseudotruncorum Alexander, 1920
  - T. pseudovariipennis Czizek, 1912
  - T. ranee Alexander, 1961
  - T. resupina Alexander, 1935
  - T. sauteri Dufour, 1982
  - T. savionis Alexander, 1937
  - T. sequoicola Alexander, 1947
  - T. seticellula Alexander, 1932
  - T. sharva Alexander, 1953
  - T. shomio Alexander, 1921
  - T. shoshone Alexander, 1946
  - T. sibiriensis Alexander, 1925
  - T. simondsi Alexander, 1965
  - T. spathifera Mannheims, 1953
  - T. stenostyla Savchenko, 1964
  - T. striatipennis Brunetti, 1912
  - T. strictura Alexander, 1937
  - T. subfasciata Loew, 1863
  - T. subfutilis Alexander, 1929
  - T. subglacialis Mannheims & Theowald, 1959
  - T. sublimata Alexander, 1953
  - T. submarmorata Schummel, 1833
  - T. submutila Alexander, 1933
  - T. sunda Alexander, 1915
  - T. taikun Alexander, 1921
  - T. teleutica Pilipenko, 1999
  - T. ternaria Loew, 1864
  - T. tetramelania Alexander, 1935
  - T. trichopleura Savchenko, 1964
  - T. tridentata Alexander, 1920
  - T. trifascingulata Theowald, 1980
  - T. tristriata Lundstrom, 1915
  - T. trivittata Say, 1823
  - T. truncorum Meigen, 1830
  - T. trupheoneura Alexander, 1920
  - T. tshernovskii Savchenko, 1954
  - T. tundrensis Alexander, 1934
  - T. uenoi Alexander, 1930
  - T. variata Alexander, 1927
  - T. varipennis Meigen, 1818
  - T. vayu Alexander, 1964
  - T. vermiculata Savchenko, 1964
  - T. vitiosa Alexander, 1933
  - T. vivax Alexander, 1933
  - T. wahlgreni Lackschewitz, 1925
  - T. wardiana Alexander, 1951
  - T. wiedemanniana Alexander, 1971
  - T. winthemi Lackschewitz, 1932
  - T. wuana Alexander, 1966
  - T. yasumatsuana Alexander, 1954
- Phân chi Ramatipula Alexander, 1971
  - T. bagchiana Alexander, 1971
  - T. bangerterana Alexander, 1964
  - T. bilobula Alexander, 1938
  - T. flavithorax Brunetti, 1918
  - T. kuntzeana Alexander, 1971
  - T. octacantha Alexander, 1961
  - T. phallacaena Alexander, 1964
  - T. pierreana Alexander, 1964
  - T. podana Alexander, 1971
  - T. shawiana Alexander, 1953
- Phân chi Savtshenkia Alexander, 1965
  - T. aberdareica Alexander, 1956
  - T. akeleyi Alexander, 1956
  - T. alpha de Jong, 1994
  - T. alpium Bergroth, 1888
  - T. antricola Riedel, 1918
  - T. asbolodes Speiser, 1909
  - T. aspromontensis Theowald, 1973
  - T. aster Theischinger, 1983
  - T. atlas Pierre, 1924
  - T. baltistanica Alexander, 1936
  - T. benesignata Mannheims, 1954
  - T. boreosignata Tjeder, 1969
  - T. breviantennata Lackschewitz, 1933
  - T. caligo Alexander, 1956
  - T. cheethami Edwards, 1924
  - T. chrysocephala Mannheims, 1958
  - T. confusa van der Wulp, 1883
  - T. convexifrons Holmgren, 1883
  - T. corsosignata Theowald, Dufour & Oosterbroek, 1982
  - T. cyrnosardensis Theowald, Dufour & Oosterbroek, 1982
  - T. draconis Alexander, 1964
  - T. eleonorae Theischinger, 1978
  - T. elgonensis Alexander, 1956
  - T. eugeni Theowald, 1973
  - T. fragilina Alexander, 1919
  - T. fragilis Loew, 1863
  - T. gimmerthali Lackschewitz, 1925
  - T. glaucocinerea Lundstrom, 1915
  - T. goriziensis Strobl, 1893
  - T. graciae Alexander, 1947
  - T. grisescens Zetterstedt, 1851
  - T. haennii Dufour, 1991
  - T. hancocki Alexander, 1956
  - T. hartigiana Theowald, Dufour & Oosterbroek, 1982
  - T. holoptera Edwards, 1939
  - T. ignobilis Loew, 1863
  - T. interserta Riedel, 1913
  - T. invenusta Riedel, 1919
  - T. jeekeli Mannheims & Theowald, 1959
  - T. kiushiuensis Alexander, 1925
  - T. koreana Alexander, 1934
  - T. letifera Alexander, 1951
  - T. limbata Zetterstedt, 1838
  - T. lundbladi Mannheims, 1962
  - T. macaronesica Savchenko, 1961
  - T. mannheimsi Theowald, 1973
  - T. minuscula Savchenko, 1971
  - T. mohriana Alexander, 1954
  - T. multipicta Becker, 1908
  - T. nephrotomoides Alexander, 1924
  - T. nielseni Mannheims & Theowald, 1959
  - T. nivalis Savchenko, 1961
  - T. obsoleta Meigen, 1818
  - T. odontostyla Savchenko, 1961
  - T. omega de Jong, 1994
  - T. ornata Theowald & Oosterbroek, 1987
  - T. pagana Meigen, 1818
  - T. pechlaneri Mannheims & Theowald, 1959
  - T. persignata Alexander, 1945
  - T. phoroctenia Alexander, 1919
  - T. postposita Riedel, 1919
  - T. productella Alexander, 1928
  - T. rothschildi Alexander, 1920
  - T. rufina Meigen, 1818
  - T. sardosignata Mannheims & Theowald, 1959
  - T. sciadoptera Alexander, 1964
  - T. serrulifera Alexander, 1942
  - T. signata Staeger, 1840
  - T. simulans Savchenko, 1966
  - T. sordidipes Alexander, 1961
  - T. staegeri Nielsen, 1922
  - T. subalpium Savchenko, 1961
  - T. subnodicornis Zetterstedt, 1838
  - T. subsignata Lackschewitz, 1933
  - T. subvafra Lackschewitz, 1936
  - T. tetragramma Edwards, 1928
  - T. trinacria de Jong, 1994
  - T. tulipa Dufour, 1983
  - T. venerabilis Alexander, 1936
  - T. villeneuvii Strobl, 1909
  - T. wulingshana Yang & Yang, 1995
- Phân chi Schummelia Edwards, 1931
  - T. ahrensi Savchenko, 1957
  - T. annulicornis Say, 1829
  - T. argentacea Alexander, 1961
  - T. argentosigna Alexander, 1961
  - T. atrosetosa Alexander, 1961
  - T. bicolorata Alexander, 1938
  - T. butzi Edwards, 1928
  - T. costolutea Alexander, 1964
  - T. coulsoni Alexander, 1966
  - T. cramptoniana Alexander, 1966
  - T. crastina Alexander, 1941
  - T. decembris Alexander, 1949
  - T. dharma Alexander, 1956
  - T. dolichopezoides Alexander, 1920
  - T. dravidiana Alexander, 1961
  - T. durga Alexander, 1964
  - T. eggeriana Alexander, 1971
  - T. friendi Alexander, 1940
  - T. fuscocellula Alexander, 1961
  - T. halidayana Alexander, 1970
  - T. hennigiana Alexander, 1971
  - T. hermannia Alexander, 1915
  - T. hinayana Alexander, 1956
  - T. inconspicua de Meijere, 1911
  - T. indiscreta Alexander, 1935
  - T. ishidana Alexander, 1964
  - T. ishizuchiana Alexander, 1954
  - T. jacksoniana Alexander, 1956
  - T. kariyana Alexander, 1966
  - T. kiddana Alexander, 1966
  - T. klossi Edwards, 1916
  - T. lama Alexander, 1954
  - T. lindneriana Alexander, 1964
  - T. lioterga Alexander, 1961
  - T. magnifolia Alexander, 1948
  - T. medica Alexander, 1936
  - T. nannaris Alexander, 1961
  - T. nobilior Alexander, 1961
  - T. notomelania Alexander, 1958
  - T. oldhamana Alexander, 1966
  - T. pagastiana Alexander, 1966
  - T. pendleburyi Edwards, 1933
  - T. penicillaris Alexander, 1961
  - T. pokornyana Alexander, 1966
  - T. pumila de Meijere, 1914
  - T. rantaicola Alexander, 1929
  - T. rhombica Edwards, 1932
  - T. salakensis Alexander, 1915
  - T. schrankiana Alexander, 1971
  - T. scylla Alexander, 1964
  - T. sophista Alexander, 1949
  - T. sparsissima Alexander, 1928
  - T. sphaerostyla Alexander, 1966
  - T. stenorhabda Alexander, 1941
  - T. strictiva Alexander, 1935
  - T. subtenuicornis Doane, 1901
  - T. synchroa Alexander, 1927
  - T. tanyrhina Alexander, 1961
  - T. tonnoirana Alexander, 1968
  - T. turea Alexander, 1956
  - T. variicornis Schummel, 1833
  - T. venusticornis Alexander, 1964
  - T. verrallana Alexander, 1966
  - T. vitalisi Edwards, 1926
  - T. vocator Alexander, 1956
  - T. yerburyi Edwards, 1924
  - T. zernyi Mannheims, 1952
  - T. zonaria Goetghebuer, 1921
- Phân chi Serratipula Alexander, 1965
  - T. cylindrata Doane, 1912
  - T. graminivora Alexander, 1921
  - T. marina Doane, 1912
  - T. tristis Doane, 1901
- Phân chi Setitipula Alexander, 1965
  - T. esselen Alexander, 1965
  - T. rusticola Doane, 1912
  - T. trichophora Alexander, 1920
- Phân chi Sinotipula Alexander, 1935
  - T. abluta Doane, 1901
  - T. arjuna Alexander, 1962
  - T. arjunoides Alexander, 1961
  - T. aspersa Doane, 1912
  - T. babai Alexander, 1971
  - T. bodpa Edwards, 1928
  - T. brunettiana Alexander, 1920
  - T. calaveras Alexander, 1944
  - T. callicoma Alexander, 1966
  - T. catalinensis Alexander, 1950
  - T. chimaera Savchenko, 1969
  - T. coleomyia Alexander, 1965
  - T. commiscibilis Doane, 1912
  - T. cranbrooki Alexander, 1951
  - T. curtisiana Alexander, 1971
  - T. delfinadoae Alexander, 1973
  - T. denningi Alexander, 1969
  - T. differta Alexander, 1956
  - T. dyrope Alexander, 1961
  - T. emiliae Savchenko, 1964
  - T. exquisita Alexander, 1935
  - T. faustina Alexander, 1941
  - T. gloriosa Alexander, 1935
  - T. gothicana Alexander, 1943
  - T. gracilirostris Alexander, 1938
  - T. gregoryi Edwards, 1928
  - T. griseipennis Brunetti, 1912
  - T. hingstoni Edwards, 1928
  - T. hobsoni Edwards, 1928
  - T. hutchinsonae Alexander, 1936
  - T. hypsistos Alexander, 1962
  - T. janetscheki Alexander, 1968
  - T. jepsoni Alexander, 1945
  - T. josephus Alexander, 1954
  - T. krishna Alexander, 1962
  - T. lithostrota Alexander, 1961
  - T. macquartina Alexander, 1966
  - T. meigeniana Alexander, 1966
  - T. oenone Alexander, 1961
  - T. pacifica Doane, 1912
  - T. persplendens Alexander, 1935
  - T. powelli Alexander, 1965
  - T. rastristyla Alexander, 1945
  - T. rondaniana Alexander, 1970
  - T. sacajawea Alexander, 1945
  - T. savtshenkoana Alexander, 1964
  - T. schizorhyncha Savchenko, 1966
  - T. schmidiana Alexander, 1961
  - T. seguyana Alexander, 1964
  - T. shastensis Alexander, 1944
  - T. shennongana Yang & Yang, 1992
  - T. sindensis Alexander, 1935
  - T. staegeriana Alexander, 1971
  - T. strobliana Alexander, 1971
  - T. subcinerea Doane, 1901
  - T. tessellatipennis Brunetti, 1912
  - T. tesuque Teale, 1985
  - T. thibetana de Meijere, 1904
  - T. trilobata Edwards, 1928
  - T. tsiosenica Alexander, 1945
  - T. umbra Alexander, 1959
  - T. waltoni Edwards, 1928
  - T. wardi Edwards, 1928
  - T. warneri Alexander, 1944
- Phân chi Sivatipula Alexander, 1964
  - T. alhena Alexander, 1953
  - T. bhishma Alexander, 1964
  - T. filicornis Brunetti, 1918
  - T. lackschewitziana Alexander, 1928
  - T. mitocera Alexander, 1927
  - T. parvauricula Alexander, 1941
  - T. pullimargo Alexander, 1951
  - T. suensoniana Alexander, 1940
- Phân chi Spinitipula Alexander, 1963
  - T. citricornis Alexander, 1955
  - T. lactineipes Alexander, 1961
  - T. spinimarginata Alexander, 1951
- Phân chi Tipula Linnaeus, 1758
  - T. atlantica Mannheims, 1962
  - T. bicolor Loew, 1866
  - T. capnioneura Speiser, 1909
  - T. chubbi Alexander, 1956
  - T. consobrina Theowald, 1984
  - T. eumecacera Speiser, 1909
  - T. flagellicurta Mannheims, 1958
  - T. frater Alexander, 1921
  - T. hollanderi Theowald, 1977
  - T. hungarica Lackschewitz, 1930
  - T. italica Lackschewitz, 1930
  - T. kleinschmidti Mannheims, 1950
  - T. lobeliae Alexander, 1956
  - T. loeffleri Theowald, 1984
  - T. lourensi den Hollander, 1975
  - T. mediterranea Lackschewitz, 1930
  - T. oleracea Linnaeus, 1758
  - T. orientalis Lackschewitz, 1930
  - T. paludosa Meigen, 1830
  - T. plumbea Fabricius, 1781
  - T. soror Wiedemann, 1820
  - T. speiseriana Alexander, 1930
  - T. strigata Loew, 1866
  - T. subaptera Freeman, 1950
  - T. subcunctans Alexander, 1921
  - T. zimbabwensis Theowald, 1984
- Phân chi Tipulodinodes Alexander, 1965
  - T. lacteipes Alexander, 1943
- Phân chi Trichotipula Alexander, 1915
  - T. algonquin Alexander, 1915
  - T. apache Alexander, 1916
  - T. aplecta Alexander, 1946
  - T. beatula Osten Sacken, 1877
  - T. bituberculata Doane, 1901
  - T. breedlovei Alexander, 1969
  - T. cahuilla Alexander, 1920
  - T. capistrano Alexander, 1946
  - T. cazieri Alexander, 1942
  - T. cimarronensis Rogers, 1931
  - T. desertorum Alexander, 1946
  - T. dis Alexander, 1962
  - T. dorsolineata Doane, 1901
  - T. frommeri Alexander, 1973
  - T. furialis Alexander, 1946
  - T. geronimo Alexander, 1946
  - T. gertschi Alexander, 1963
  - T. guasa Alexander, 1916
  - T. haplotricha Alexander, 1934
  - T. hedgesi Alexander, 1961
  - T. kennedyana Alexander, 1965
  - T. kraussi Alexander, 1946
  - T. longifimbriata Alexander, 1936
  - T. macrophallus (Dietz, 1918)
  - T. malkini Alexander, 1955
  - T. mallophora Alexander, 1936
  - T. mayedai Alexander, 1946
  - T. megalodonta Alexander, 1946
  - T. mulaiki Alexander, 1948
  - T. oropezoides Johnson, 1909
  - T. pachyrhinoides Alexander, 1915
  - T. politonigra Alexander, 1953
  - T. polytricha Alexander, 1932
  - T. prolixa Alexander, 1947
  - T. puncticollis (Dietz, 1918)
  - T. religiosa Alexander, 1946
  - T. repulsa Alexander, 1943
  - T. retinens Alexander, 1946
  - T. sanctaecruzae Alexander, 1973
  - T. sayloriana Alexander, 1946
  - T. selanderi Alexander, 1956
  - T. stonei Alexander, 1965
  - T. subapache Alexander, 1947
  - T. unimaculata (Loew, 1864)
  - T. uxoria Alexander, 1946
  - T. vultuosa Alexander, 1946
- Phân chi Triplicitipula Alexander, 1965
  - T. acuta Doane, 1901
  - T. aequalis Doane, 1901
  - T. barnesiana Alexander, 1963
  - T. bellamyi Alexander, 1965
  - T. colei Alexander, 1942
  - T. doaneiana Alexander, 1919
  - T. flavoumbrosa Alexander, 1918
  - T. hoogstraali Alexander, 1940
  - T. idiotricha Alexander, 1965
  - T. integra Alexander, 1962
  - T. justa Alexander, 1935
  - T. lygropis Alexander, 1920
  - T. minensis Alexander, 1936
  - T. nastjasta Yang & Yang, 1991
  - T. perlongipes Johnson, 1909
  - T. planicornis Doane, 1912
  - T. praecisa Loew, 1872
  - T. pubera Loew, 1864
  - T. quaylii Doane, 1909
  - T. sanctaeritae Alexander, 1946
  - T. silvestra Doane, 1909
  - T. simplex Doane, 1901
  - T. subtilis Doane, 1901
  - T. sylvicola Doane, 1912
  - T. triplex Walker, 1848
  - T. umbrosa Loew, 1863
  - T. variipetiolaris Alexander, 1933
  - T. vestigipennis Doane, 1908
  - T. williamsii Doane, 1909
- Phân chi Vestiplex Bezzi, 1924
  - T. acudorsata Alexander, 1970
  - T. adungensis Alexander, 1963
  - T. aestiva Savchenko, 1960
  - T. aldrichiana Alexander, 1929
  - T. alyxis Alexander, 1963
  - T. ambigua Savchenko, 1964
  - T. apicifurcata Yang & Yang, 1992
  - T. aptera Savchenko, 1955
  - T. arctica Curtis, 1835
  - T. arisanensis Edwards, 1921
  - T. avicularia Edwards, 1928
  - T. avicularoides Alexander, 1936
  - T. balioptera Loew, 1863
  - T. baliopteroides Alexander, 1945
  - T. bergrothiana Alexander, 1918
  - T. bhutia Alexander, 1959
  - T. bicalcarata Savchenko, 1965
  - T. bicornigera Alexander, 1938
  - T. bicornuta Alexander, 1920
  - T. bisentis Alexander, 1951
  - T. biserra Edwards, 1921
  - T. bryceana Alexander, 1964
  - T. canadensis Loew, 1864
  - T. caroliniana Alexander, 1916
  - T. centralis Loew, 1864
  - T. chiswellana Alexander, 1964
  - T. churchillensis Alexander, 1940
  - T. cisalpina Riedel, 1913
  - T. coquillettiana Alexander, 1924
  - T. coronifera Savchenko, 1960
  - T. cremeri Alexander, 1941
  - T. crolina Dufour, 1992
  - T. czizekiana Alexander, 1970
  - T. deserrata Alexander, 1934
  - T. distifurca Alexander, 1942
  - T. divisotergata Alexander, 1932
  - T. dobrotworskyana Alexander, 1968
  - T. doron Alexander, 1961
  - T. erectiloba Alexander, 1940
  - T. eurydice Alexander, 1961
  - T. excisa Schummel, 1833
  - T. exechostyla Alexander, 1964
  - T. factiosa Alexander, 1940
  - T. fernandezi Theowald, 1972
  - T. foliacea Alexander, 1924
  - T. fragilicornis Riedel, 1913
  - T. franzi Mannheims, 1950
  - T. freemanana Alexander, 1963
  - T. fultonensis Alexander, 1918
  - T. gandharva Alexander, 1951
  - T. gedehana de Meijere, 1911
  - T. grahami Alexander, 1933
  - T. guibifida Yang & Yang, 1992
  - T. hadrostyla Alexander, 1970
  - T. halteroptera Alexander, 1951
  - T. hemapterandra Bezzi, 1924
  - T. hemiptera Mannheims, 1953
  - T. himalayensis Brunetti, 1911
  - T. hirticeps Savchenko, 1960
  - T. hortorum Linnaeus, 1758
  - T. hugueniniana Alexander, 1971
  - T. immota Alexander, 1935
  - T. immsiana Alexander, 1970
  - T. inaequidentata Alexander, 1927
  - T. inaequifurca Alexander, 1949
  - T. inquinata Alexander, 1938
  - T. jakut Alexander, 1934
  - T. jiangi Yang & Yang, 1991
  - T. kamchatkana Alexander, 1934
  - T. kashkarovi Stackelberg, 1944
  - T. kiritshenkoi Savchenko, 1960
  - T. kosswigi Mannheims, 1953
  - T. kozlovi Savchenko, 1960
  - T. kumaonensis Alexander, 1961
  - T. kuwayamai Alexander, 1921
  - T. kwanhsienana Alexander, 1934
  - T. laccata Lundstrom & Frey, 1916
  - T. leucophaea Doane, 1901
  - T. leucoprocta Mik, 1889
  - T. longarmata Yang & Yang, 1999
  - T. longitudinalis Nielsen, 1929
  - T. longiventris Loew, 1863
  - T. malla Alexander, 1959
  - T. medioflava Yang & Yang, 1999
  - T. mediovittata Mik, 1889
  - T. mitchelli Edwards, 1927
  - T. montana Curtis, 1834
  - T. nestor Alexander, 1934
  - T. nigroapicalis Brunetti, 1911
  - T. nigrocostata Alexander, 1925
  - T. nokonis Alexander, 1928
  - T. nubeculosa Meigen, 1804
  - T. nubila Savchenko, 1960
  - T. opilionimorpha Savchenko, 1955
  - T. optanda Alexander, 1935
  - T. pallidicosta Pierre, 1924
  - T. pallitergata Alexander, 1934
  - T. papandajanica Edwards, 1932
  - T. parvapiculata Alexander, 1934
  - T. pauxilla Savchenko, 1960
  - T. perretti Alexander, 1928
  - T. platymera Walker, 1856
  - T. pleuracantha Edwards, 1928
  - T. proboscelongata Yang & Yang, 1991
  - T. quasimarmoratipennis Brunetti, 1912
  - T. rana Alexander, 1959
  - T. ravana Alexander, 1953
  - T. relicta Dia & Theowald, 1982
  - T. reposita Walker, 1848
  - T. rhimma Alexander, 1961
  - T. riedeliana Mannheims, 1953
  - T. rongtoensis Alexander, 1963
  - T. saccai Mannheims, 1950
  - T. scandens Edwards, 1928
  - T. schizophallus Alexander, 1973
  - T. schummelana Alexander, 1968
  - T. scripta Meigen, 1830
  - T. semivittata Savchenko, 1960
  - T. serricauda Alexander, 1914
  - T. serridens Alexander, 1920
  - T. serrulata Loew, 1864
  - T. setigera Savchenko, 1960
  - T. sexspinosa Strobl, 1898
  - T. siddartha Alexander, 1961
  - T. siebkeana Alexander, 1970
  - T. sintenisi Lackschewitz, 1933
  - T. spathacea Alexander, 1963
  - T. styligera Alexander, 1927
  - T. subapterogyne Alexander, 1920
  - T. subbifida Alexander, 1953
  - T. subcentralis Alexander, 1918
  - T. subscripta Edwards, 1928
  - T. subtestata Alexander, 1938
  - T. subtincta Brunetti, 1912
  - T. tacomicola Alexander, 1949
  - T. takahashiana Alexander, 1938
  - T. tanycera Alexander, 1961
  - T. tardigrada Edwards, 1928
  - T. tchukchi Alexander, 1934
  - T. teshionis Alexander, 1921
  - T. testata Alexander, 1935
  - T. theowaldana Alexander, 1964
  - T. tillyardana Alexander, 1970
  - T. tumididens Savchenko, 1988
  - T. tumulta Alexander, 1934
  - T. tuta Alexander, 1936
  - T. vaillanti Theowald, 1977
  - T. verecunda Alexander, 1924
  - T. virgatula Riedel, 1913
  - T. wahlgrenana Alexander, 1968
  - T. walkeriana Alexander, 1971
  - T. wrangeliana Stackelberg, 1944
  - T. xanthocephala Yang & Yang, 1991
  - T. xingshana Yang & Yang, 1997
  - T. yunnanensis Alexander, 1942
  - T. zayulensis Alexander, 1963
- Phân chi Yamatotipula Matsumura, 1916
  - T. afriberia Theowald & Oosterbroek, 1980
  - T. aino Alexander, 1914
  - T. albifrons Savchenko, 1967
  - T. albocaudata Doane, 1901
  - T. amblyostyla Savchenko, 1968
  - T. anceps Savchenko, 1965
  - T. aprilina Alexander, 1918
  - T. aspidoptera Alexander, 1916
  - T. aviceniana Savchenko, 1954
  - T. barbarensis Theowald & Oosterbroek, 1980
  - T. bhoteana Alexander, 1961
  - T. bitumidosa Alexander, 1971
  - T. brevifurcata Alexander, 1926
  - T. caesia Schummel, 1833
  - T. caloptera Loew, 1863
  - T. calopteroides Alexander, 1919
  - T. carsoni Alexander, 1963
  - T. catawbiana Alexander, 1940
  - T. caucasimontana Savchenko, 1955
  - T. cayuga Alexander, 1915
  - T. cervicula Doane, 1901
  - T. chonsaniana Alexander, 1945
  - T. cimmeria Speiser, 1909
  - T. coerulescens Lackschewitz, 1923
  - T. cognata Doane, 1901
  - T. colteri Alexander, 1943
  - T. comanche Alexander, 1916
  - T. concava Alexander, 1926
  - T. conspicua Dietz, 1917
  - T. continentalis Alexander, 1941
  - T. couckei Tonnoir, 1921
  - T. dejecta Walker, 1856
  - T. eluta Loew, 1863
  - T. fendleri Mannheims, 1963
  - T. fenestrella Theowald, 1980
  - T. floridensis Alexander, 1926
  - T. footeana Alexander, 1961
  - T. fraterna Loew, 1864
  - T. freyana Lackschewitz, 1936
  - T. fulvilineata Doane, 1912
  - T. furca Walker, 1848
  - T. glendenningi Alexander, 1943
  - T. grenfelli Alexander, 1928
  - T. guentheri Oosterbroek, 1994
  - T. hamata Savchenko, 1953
  - T. hexacantha Alexander, 1961
  - T. incana Savchenko, 1955
  - T. iranensis Theowald, 1978
  - T. iroquois Alexander, 1915
  - T. jacintoensis Alexander, 1946
  - T. jacobus Alexander, 1931
  - T. jamaicensis Alexander, 1928
  - T. jucunda Savchenko, 1961
  - T. kamikochiensis Alexander, 1941
  - T. kennicotti Alexander, 1915
  - T. koikei Alexander, 1971
  - T. lanei Alexander, 1940
  - T. latemarginata Alexander, 1921
  - T. lateralis Meigen, 1804
  - T. lionota Holmgren, 1883
  - T. lucifera Savchenko, 1954
  - T. ludoviciana Alexander, 1919
  - T. machidai Alexander, 1933
  - T. maculipleura Alexander, 1927
  - T. manahatta Alexander, 1919
  - T. marginella Theowald, 1980
  - T. meridiana Doane, 1912
  - T. misakana Alexander, 1953
  - T. moesta Riedel, 1919
  - T. montium Egger, 1863
  - T. nephophila Alexander, 1940
  - T. nigrolamina Alexander, 1950
  - T. nocticostata Alexander, 1971
  - T. nova Walker, 1848
  - T. noveboracensis Alexander, 1919
  - T. nuntia Alexander, 1946
  - T. ompoensis Alexander, 1945
  - T. osceola Alexander, 1927
  - T. patagiata Alexander, 1924
  - T. pierrei Tonnoir, 1921
  - T. poliocephala Alexander, 1922
  - T. protrusa Alexander, 1934
  - T. pruinosa Wiedemann, 1817
  - T. quadrivittata Staeger, 1840
  - T. recticauda Savchenko, 1953
  - T. reversa Alexander, 1956
  - T. riedeli Mannheims, 1952
  - T. roya Dufour, 2003
  - T. sackeniana Alexander, 1918
  - T. sayi Alexander, 1911
  - T. sempiterna Alexander, 1933
  - T. setosipennis Alexander, 1920
  - T. shevtshenkoi Savchenko, 1954
  - T. solitaria Savchenko, 1953
  - T. spernax Osten Sacken, 1877
  - T. strepens Loew, 1863
  - T. subeluta Johnson, 1913
  - T. subincana Savchenko, 1961
  - T. submontium Theowald & Oosterbroek, 1981
  - T. subnova Alexander, 1937
  - T. subprotrusa Savchenko, 1955
  - T. subreversa Alexander, 1956
  - T. subvirgo Alexander, 1951
  - T. succincta Alexander, 1940
  - T. sulphurea Doane, 1901
  - T. tenebrosa Coquillett, 1900
  - T. tenuilinea Alexander, 1959
  - T. tephrocephala Loew, 1864
  - T. tricolor Fabricius, 1775
  - T. tsurugiana Alexander, 1953
  - T. vicina Dietz, 1917
  - T. virgo Osten Sacken, 1886
  - T. xanthostigma Dietz, 1917
  - T. yamamuriana Alexander, 1926
- Không được xếp vào phân chi
  - T. baileyi Alexander, 1953
  - T. bipendula Alexander, 1934
  - T. bispathifera Savchenko, 1960
  - T. cladomera Alexander, 1936
  - T. compressiloba Alexander, 1938
  - T. coxitalis Alexander, 1935
  - T. demeijerei Edwards, 1915
  - T. depressiloba Oosterbroek & Theowald, 1992
  - T. flavicosta Alexander, 1915
  - T. formosicola Alexander, 1920
  - T. frigida Walker, 1848
  - T. gressitti Alexander, 1935
  - T. idiopyga Alexander, 1949
  - T. imanoensis Alexander, 1954
  - T. incisurata Alexander, 1940
  - T. inordinans Walker, 1859
  - T. johanseni Alexander, 1919
  - T. kusunokiana Alexander, 1955
  - T. lanio Alexander, 1945
  - T. liui Alexander, 1941
  - T. maculatipennis Say, 1824
  - T. melanonotalis Alexander, 1954
  - T. microcellula Alexander, 1923
  - T. nippoalpina Alexander, 1931
  - T. opinata Alexander, 1940
  - T. otiosa Alexander, 1924
  - T. palesoides Alexander, 1942
  - T. percommoda Alexander, 1938
  - T. perelegans Alexander, 1921
  - T. perlata Alexander, 1938
  - T. pluriguttata Alexander, 1920
  - T. praeses Alexander, 1942
  - T. prolongata Alexander, 1936
  - T. puncticornis Macquart, 1850
  - T. repugnans Alexander, 1940
  - T. reservata Alexander, 1941
  - T. sexlobata Alexander, 1938
  - T. spectata Alexander, 1940
  - T. sternosetosa Alexander, 1940
  - T. sternotuberculata Alexander, 1935
  - T. strix Alexander, 1918
  - T. subdepressa Alexander, 1941
  - T. subnata Alexander, 1949
  - T. subpolaris Alexander, 1919
  - T. subyusou Alexander, 1929
  - T. superciliosa Alexander, 1924
  - T. tantula Alexander, 1924
  - T. terebrata Edwards, 1921
  - T. trimaculata (Emmons, 1854)
  - T. tropica de Meijere, 1913
  - T. varaha Alexander, 1953
  - T. xanthomelaena Edwards, 1926
  - T. yanoana Alexander, 1953
  - T. yusou Alexander, 1914
  - T. yusouoides Alexander, 1929